# Badek
Der Badek oder Badik, Bade, Badee, Badi Badi, Badik Badik, Badit ist ein Dolch aus Indonesien, von der Insel Java.

## Beschreibung
Der Badek hat eine gerade, gebogene, bauchige oder geflammte, ein- oder zweischneidige Klinge. Die Klinge ist glatt oder mit Hohlschliffen versehen. Der Ort ist spitz oder abgerundet. Meist werden die Klingen aus Damaszener Stahl (Pamor) hergestellt. Bei einigen Versionen von Sulawesi ist eine aus Gold eingelegte Figur auf der Klinge eingelegt, die „Jeko“ genannt wird. Das Heft besteht aus Holz, Horn oder Elfenbein, ist einem Pistolengriff ähnlich, in einem 45- bis 90-Grad-Winkel abgebogen und oft mit Schnitzereien verziert. Der „Badek“ wird als Stich- und auch als Hiebwaffe benutzt. Sie werden auf der rechten- oder linken Körperseite getragen. Es gibt viele Versionen, die im gesamten indonesischen Archipel hergestellt und benutzt werden.